# Gustaf Wilhelm Palm

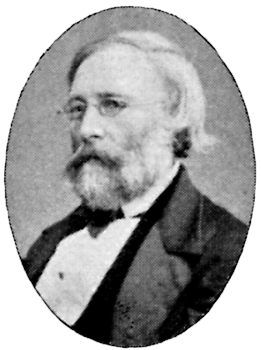
Gustaf Wilhelm Palm

Gustaf Wilhelm Palm (* 14. März 1810 auf Gut Herrlöf bei Kristianstad; † 20. September 1890) war ein schwedischer Maler.

## Leben
Palm wurde 1828 Schüler der Akademie in Stockholm und begann 1831 kleinere Landschaftsbilder auszustellen. 1833 führte er eine Studienreise in Norwegen durch und 1837 veröffentlichte er zwei Hefte mit Lithografien nach Naturvorlagen. Um sich von einem Augenleiden zu kurieren, reiste er 1837 nach Berlin und aufgrund finanzieller Unterstützung von zuhause setzte er seine Reise über Ungarn, Wien und Venedig nach Rom fort, wo er 1840 eintraf. Dort erlangte Palm schnell Ansehen, worauf er mehrere Werke nach Russland, England und Amerika verkaufen konnte.
Ab 1847 nutzte er ein mehr als zweijähriges Stipendium für Studien an der römischen Akademie. Während der Unruhen des Jahres 1848 war Palm wie fast alle Künstler Roms im Bürgerrat eingeschrieben, doch nach seinen eigenen Aussagen nahm er nie an Kämpfen teil. Nach einem längeren Besuch auf Sizilien fuhr er 1851 nach Spanien und danach 1852 über Paris zurück nach Stockholm. In Stockholm wurde er Mitglied der Kunstakademie und Lehrer für Zeichenkunst, was er bis 1878 blieb. 1881 erhielt der einen Vizeprofessorentitel.
Palms Tochter Anna Sofia (* 1859) folgte dem Vater in den Fußstapfen und veröffentlichte eine größere Anzahl Aquarelle.

## Palms Wirken
Palms Vorliebe waren italienische Landschaften und so erhielt er von seinen Kollegen den Spitznamen „Palma Vecchio“. Er arbeitete mit großer Sorgfalt und seine Blumen und Bäume waren mit wissenschaftlicher Präzision dargestellt. Im schwedischen Nationalmuseum sind seine Werke Aussicht bei Cività Castellana (1846), Canal Grande in Venedig (1860) und Ariccia in der Nachmittagssonne (1864) zu sehen. Die nach seiner Rückkehr angefertigten Bilder von schwedischen Städten fanden weniger Anklang. Eine Sammlung von Baumstudien wurde als Lithografien herausgegeben.

## Auswahl weiterer Werke
- Auszug der Rebellen aus Cività Castellana (1849)
- Neapel (1854)
- Kolosseum (1857)
- Riddarholmskanal in Stockholm (1875)
- St. Hansgatan in Visby
- Östergatan und Kathedrale in Lund 1827 (1868)